# Урес
Урес (ісп. Ures) — місто і муніципалітет у Мексиці, входить до штату Сонора. Населення — 3764 особи.

## Площа
Площа становить 2618,56 квадратних кілометрів. Це 1,41 % від загальної площі штату та 0,13 % від площі всієї Мексики. Окрім міста Урес, важливішими населеними пунктами є Гвадалупе де Урес, Сан-Педро, Пуебло-де-Аламос та Ель-Сауз.

## Населення
2000 року загальна чисельність населення становила 9553 жителів. Дані 2005 року — 8420 жителів — свідчать про значне зменшення населення через еміграцію. 2000 року в муніципальному центрі проживало 3959 осіб.

## Зв'язок
Із заходу на схід муніципалітет перетинає федеральне шосе.

## Історія
Урес — одне з найстаріших міст штату Сонора. Вперше про нього повідомив Кабеса-де-Вака під час сухопутного походу з Галвестона в 1530-х роках і назвав його «Корасонами», або «Селом сердець». Тут зупинявся Коронадо під час своєї експедиції 1540 року.
Місто, засноване 1644 року як місія єзуїтським місіонером Франциско Парісом, було відоме як Сан-Мігель де Урес до 1665 року. 1823 року Урес став столицею Сонори, але був замінений наступного року, коли Сонору приєднали до Штату Заходу.
Наприкінці 1838 року Урес став містом; був столицею Сонори від 1838 до 1842 року, і знову від 1847 до 1879 року. Згодом він став центром округу, доки їх не скасували 1917 року.
У цьому регіоні відбулися деякі відомі події, як повстання апачів, під час якого Джеронімо сховався в горах цього регіону, коли генерали Крук і Майлз билися з ним в Аризоні. Найпомітнішими набіги апачів були 1870 року, коли в місті було вбито священника Ечеверію, і 1882 року, коли на ранчо Ла Норія убили видатного вченого Леокадіо Сальседо. Мешканці регіону також мали проблеми з повстаннями та заколотам які кінця XIX — початку XX століття. 5 вересня 1998 року законодавчий орган штату відзначив місто званням Героїчного міста, визнавши захист лібералами від імперіалістів під час французької інтервенції  [Архівовано 1 грудня 2008 у Wayback Machine.].

## Туризм
В Уресі можна відвідати «Плаза де Армас (Ла Плаза де Сарагоса)» з її чотирма бронзовими скульптурами 18 століття, місією Сан-Мігель та однойменною церквою з її легендарними мескітними сходами. Крім того, тут є велична арка на згадку про Незалежність та будинок, де колись жив генерал Пескейра, Музей фольклору та старий млин.